# Uwe Kirchner (Fußballspieler, 1962)
Uwe Kirchner (* 11. Dezember 1962) ist ein ehemaliger deutscher Fußballspieler, der in den Jahren 1985 und 1986 für die BSG Stahl Brandenburg in der DDR-Oberliga spielte.

## Sportliche Laufbahn
Kirchner kam 1977 mit 15 Jahren zur Jugendmannschaft der BSG Stahl Brandenburg. Sein erstes Pflichtspiel in der Männermannschaft bestritt er noch im Juniorenalter am 17. April 1981, dem letzten Punktspiel der DDR-Liga-Saison 1980/81. Offiziell wurde er zur Saison 1982/83 für die DDR-Liga-Mannschaft gemeldet. In dieser Spielzeit konnte er jedoch nicht mehr eingesetzt werden, da er im Sommer 1982 am Knie operiert werden musste und im November des Jahres zum Wehrdienst eingezogen wurde. Während seiner Armeezeit konnte er bei der niederklassigen Armeesportgemeinschaft Vorwärts Hohenstücken Fußball spielen.
Im Sommer 1984 kehrte er zu Stahl Brandenburg zurück. Die BSG Stahl war gerade in die DDR-Oberliga aufgestiegen, doch der 1,77 m große Kirchner wurde zunächst in der zweiten Mannschaft eingesetzt, die in der drittklassigen Bezirksliga spielte. Zur Saison 1985/86 rückte er in das Oberliga-Aufgebot auf, bestritt aber nur am Saisonanfang zwei Punktspiele für den nicht einsatzbereiten Stürmer Frank Jeske. 1986/87 fehlte Kirchner wieder im Oberligakader und kam in dieser Spielzeit nur dreimal als Einwechselspieler in Oberligapunktspielen zum Einsatz. Am 5. November 1986 wurde er im UEFA-Pokalspiel Stahl Brandenburg – IFK Göteborg (0:2) in der 76. Minute eingewechselt.
Nachdem Kirchner auch in der Saison 1986/87 nur in der zweiten Mannschaft eingesetzt worden war, wechselte er im Sommer 1988 zum DDR-Ligisten Motor Babelsberg. Dort absolvierte er elf Punktspiele und stieg am Saisonende mit der Mannschaft in die Bezirksliga ab. Eine Rückkehr in den höherklassigen Fußball gab es für Kirchner nicht mehr.